# Лихади
Лихадите, Лихадес (на гръцки: Λιχάδες), Лихадонисия (на гръцки: Λιχαδονήσια) са малка група необитаеми острови с вулканичен произход на Бяло море в Гърция.
Намират се на границата между Малиакския залив и Северния Евбейски залив недалеч от нос Киней (нос Литада), най-западната точка на остров Евбея. Едноименният проток Лихадес отделя островите от Евбея.

## География
Два от островите са по-големи – Моноля̀ и Стронгилѝ. Останалите са пръснати между двата големи острова и представляват връхната част на плитчина, разположена южно от Моноля. Те са малки, ниски, покрити с макия скалисти и песъчливи островни образувания с размери 50 – 70 метра, пресечени от плитки канали.
До 1960 година Моноля и Стронгили са били заселени, поради което все още се числят към демова единица Лихадос.

## История
През 426 г. пр. Хр. силно земетресение и последващата го приливна вълна цунами сриват селищата по периферията на Малиакския залив. Според Страбон след земетресението низината при нос Киней и по-голямата част от Лихадите потъват в морето.

## Име
Името Лихади се свързва с Лихас – митологичен герой, спътник на Херакъл.  На нос Киней Херакъл построил олтар на Зевс Кинейски и принасяйки му жертва, облякъл празничен хитон, донесен му от Лихас. Лихас получил хитона от съпругата на Херакъл, Деянира. В опит да преодолее влечението на Херакъл към Евритовата дъщеря Йола, Деянира напоила хитона с любовно биле от кръвта на кентавъра Нес без да знае, че тя е завинаги отровена от стрелата, напоена с отровата на Лернейската хидра.
По време на церемонията наметалото се сгорещило и отделило отрова, а мъчително умиращият Херакъл убил Лихас, хвърляйки го в морето.

## Туризъм
В наши дни островите са популярна туристическа дестинация. На Моноля и околните малки островчета има няколко плажни бара, до които бързи лодки водят туристи за дневна почивка от близките градчета Лутра Едипсос на остров Евбея и Камена Вурла на континента.